# Solar Junkies
Solar Junkies ist eine Industrial-Metal-Band aus Ravensburg. Die Band bezeichnet ihren Stil selbst als Industrial Sludge Metal, einer Mischung aus Industrial Metal und Merkmalen des Sludge, wie sie bereits Godflesh spielten.

## Geschichte
1991 gründeten Alexander Waldner und Heiko Dodek die Band Solar Junkies im Allgäu. Im Jahre 1992 stießen sie auf den Sänger Paulo Martins und ein Jahr später auf den Gitarristen Frank Stasi. Nach einigen Auftritten und Demoaufnahmen verließ Alexander Waldner die Band. 1996 veröffentlichten sie ihr erstes Album unter dem Namen Silent War With Quiet Weapons unter dem deutschen Indie-Label bluNoise Records. Zwei Jahre später löste sich die Band auf.
2006 riefen Alexander Waldner und Heiko Dodek die Band wieder ins Leben zurück und nahmen 2010 das zweite Album der Band Secrets of dark Contemplation, ebenfalls bei bluNoise Records, auf.
2011 erschien zum 25-jährigen Band-Jubiläum das Remix-Album Sequences of dark Contemplation welches u. a. Remixe von Mick Harris / Scorn, Sielwolf oder Slowly We Bleed enthält.

## Diskografie
- 1996: Silent War With Quiet Weapons (bluNoise Records)
- 2010: Secrets Of Dark Contemplation (bluNoise Records)
- 2011: Sequences Of Dark Contemplation (bluNoise Records)